# 유럽 사업인연합

유럽 사업인연합(Confederation of European Business), 약칭 비즈니스유럽(BusinessEurope)은 유럽 연합 가맹국들 및 비유럽연합 6개 국가의 기업들의 이해를 대변하는 이익단체다.
브뤼셀에 소재하고 있으며, 유럽 전체 수준의 사회적 파트너로 인식되어 다양한 범위의 경제적 사회적 결정에 관여되어 있다.